# Gustav von Künßberg
Gustav Wilhelm Wolf Heinrich Karl Freiherr von Künßberg (* 7. August 1826 in Meiningen; † 27. April 1895 in Bayreuth) war ein deutscher Verwaltungsjurist.

## Familie
Künßberg entstammte einem fränkischen ritterlichen Uradelsgeschlecht. Geboren wurde er als Sohn des Herzoglichen Oberforstmeisters und Kammerherrn zu Meiningen Friedrich Wilhelm Freiherr von Künßberg und seiner Frau Eugenie (Jenny), geb. Freiin von Erffa. 1863 verheiratete er sich mit Anna Freiin von Bibra. Die Ehe blieb kinderlos.

## Leben
Nach dem Besuch des Gymnasiums in Bayreuth nahm Künßberg das Studium der Rechtswissenschaften an der Universität München auf, wo er im Januar 1848 Mitglied des Corps Franconia wurde. Im Wintersemester 1849/50 studierte er in Heidelberg, anschließend wieder in München. 1853 legte er in Bayreuth die juristische Staatsprüfung ab. Seine erste Anstellung erhielt er am Landgericht Bayreuth. Im Dezember 1855 wurde er Akzessist bei der Regierung von Oberfranken, 1857 Landgerichtsassessor in Hof, 1862 Bezirksamtsassessor ebenda, 1866 Regierungsassessor in Würzburg, 1869 Bezirksamtmann in Nördlingen. 1873 wurde er Regierungsrat in Würzburg und im Oktober 1874 in Bayreuth. Zugleich wurde er zum Vorstand des protestantischen Konsistoriums Bayreuth berufen. Am 16. April 1884 trat er in den Ruhestand, den er auf dem Familiensitz Burg Wernstein bei Kulmbach verbrachte. Seine letzte Ruhestätte fand er in Bayreuth.

## Auszeichnungen
- Ritterkreuz I. Klasse des Bayerischen Verdienstordens vom heiligen Michael (1879)
- Preußischer Kronenorden IV. Klasse mit rotem Kreuz auf weißem Feld am Erinnerungsband (1874)